# Max Wilkinson
Maximilian Peter McGregor Wilkinson connu sous le nom de Max Wilkinson, est un homme politique libéral-démocrate britannique qui est député de Cheltenham depuis 2024.

## Jeunesse et carrière
Wilkinson fréquente la Broadoak Community School (aujourd'hui Broadoak Academy) et obtient des A-levels à la Churchill Community School (aujourd'hui Churchill Academy et Sixth Form) avant d'étudier la gestion d'entreprise et l'administration à l'Université de Cardiff (2003-2007).
Après avoir obtenu son diplôme en 2007, il travaille comme journaliste. Son premier emploi permanent après l'université est au Weston Mercury . Il travaille ensuite comme journaliste pour le journal de Cheltenham, The Gloucestershire Echo. Durant sa carrière de journaliste, Wilkinson travaille comme reporter sportif indépendant, couvrant les matchs de football dans l'Ouest. Wilkinson travaille ensuite dans la communication pour le Cheltenham Ladies' College (2012-2014) et pour l'agence de relations publiques et de communication Camargue, à Cheltenham (2014-2021).

## Carrière politique locale
Wilkinson est élu pour la première fois au conseil municipal de Cheltenham pour le quartier de Park en 2014, battant le chef du groupe conservateur de l'époque dans ce qui est alors le quartier le plus sûr du Parti conservateur à Cheltenham.
Il devient ensuite conseiller du quartier d'Oakley en 2018 et est réélu dans le quartier avec une majorité beaucoup plus importante en 2022.
En 2020, il est nommé premier membre du cabinet du conseil de Cheltenham pour l'urgence climatique. Il supervise le premier plan d'action d'urgence climatique de Cheltenham et dirige le document de planification supplémentaire sur le changement climatique. En 2022, il est nommé membre du Cabinet chargé du développement économique, de la culture, du tourisme et du bien-être.
Wilkinson démissionne de son poste de conseiller en mai 2024.

## Carrière parlementaire
Wilkinson est le candidat libéral-démocrate aux élections générales de Stroud lors des élections générales anticipées de 2017, où il arrive en troisième place avec 2 053 voix (3,2 %). Plus tard cette année-là, il est sélectionné pour briguer le siège de Cheltenham. Aux élections générales de 2019, il arrive deuxième avec 27 505 voix (46,3 %), 981 voix derrière le député conservateur sortant Alex Chalk.
Wilkinson est élu député de Cheltenham lors des élections générales de 2024, le 4 juillet, avec 25 076 voix (50,6 %) et une majorité de 7 210 voix sur Alex Chalk, alors secrétaire conservateur à la Justice et député sortant. Il y a cinq candidats et le taux de participation est de 65 %,,.